# Glenne Headly
Glenne Aimee Headly (New London, Connecticut, 1955. március 13. – Santa Monica, Kalifornia, 2017. június 8.) amerikai színésznő.
A kétszeresen Primetime Emmy-díjra jelölt Headly ismert A Riviéra vadorzói (1988), a Dick Tracy (1990), a Csendszimfónia (1995), A kör és a Csak most kezdődik (2017) című filmekből. Televíziós szereplései közé tartozik a Future Man című, 2017-ben indult sorozat.
A színésznő az 1980-as években John Malkovich felesége volt. 2017. június 8-án, hatvankét évesen hunyt el tüdőembóliában.

## Filmográfia

### Film
| Év   | Magyar cím                                 | Eredeti cím                           | Szerep                           | Magyar hang    |
| ---- | ------------------------------------------ | ------------------------------------- | -------------------------------- | -------------- |
| 1972 |                                            | Bowery Dawn (rövidfilm)               | Carol                            |                |
| 1981 | Georgia barátai                            | Four Friends                          | Lola                             |                |
| 1983 | Doktor Detroit                             | Doctor Detroit                        | Miss Debbylike                   |                |
| 1985 | Fandangó                                   | Fandango                              | Trelis                           |                |
| 1985 | Kairó bíbor rózsája                        | The Purple Rose of Cairo              | prostituált                      | Somlai Edina   |
| 1985 | Eleni                                      | Eleni                                 | Joan Gage                        | Orosz Helga    |
| 1986 | Ragadd meg a napot                         | Seize the Day                         | Olive                            |                |
| 1987 | Keressük az igazit                         | Making Mr. Right                      | Trish                            | Keönch Anna    |
| 1987 | Bízzál bennem                              | Nadine                                | Renée Lomax                      | Rák Kati       |
| 1988 | Csillagos lobogó                           | Stars and Bars                        | Cora Gage                        | Kiss Eszter    |
| 1988 | Rémálmok háza                              | Paperhouse                            | Kate Madden                      |                |
| 1988 | A Riviéra vadorzói                         | Dirty Rotten Scoundrels               | Janet Colgate                    | Hernádi Judit  |
| 1990 | Dick Tracy                                 | Dick Tracy                            | Tess Trueheart                   | Herczeg Csilla |
| 1991 | Öldöklő vágyak                             | Mortal Thoughts                       | Joyce Urbanski                   | Vándor Éva     |
| 1992 |                                            | Grand Isle                            | Adele Ratignolle                 |                |
| 1993 | Ganésa                                     | Ordinary Magic                        | Charlotte                        |                |
| 1994 | Palira vettem a papát!                     | Getting Even with Dad                 | Theresa Walsh                    | Vándor Éva     |
| 1995 | Csendszimfónia                             | Mr. Holland's Opus                    | Iris Holland                     | Györgyi Anna   |
| 1996 | Bilko főtörzs                              | Sgt. Bilko                            | Rita Robbins                     | Kovács Nóra    |
| 1996 | Két nap a völgyben                         | 2 Days in the Valley                  | Susan Parish                     | Igó Éva        |
| 1998 | X-akták – Szállj harcba a jövő ellen       | The X-Files                           | pultos (stáblistán nem szerepel) | Riha Zsófi     |
| 1998 | Babe 2. – Kismalac a nagyvárosban          | Babe: Pig in the City                 | Zootie (hangja)                  | Timkó Eszter   |
| 1999 | Bajnokok reggelije                         | Breakfast of Champions                | Francine Pefko                   | Básti Juli     |
| 2000 | Timecode                                   | Timecode                              | Dava Adair, terapeuta            | Vándor Éva     |
| 2001 |                                            | Bartleby                              | Vivian                           |                |
| 2001 | Négybalkéz                                 | What's the Worst That Could Happen?   | Gloria Sidell                    | Vándor Éva     |
| 2004 | Egy hisztérika feljegyzései                | Confessions of a Teenage Drama Queen  | Karen                            |                |
| 2004 | Lökött gyásznép                            | Eulogy                                | Samantha                         | Németh Kriszta |
| 2004 | A kanyaron túl                             | Around the Bend                       | Katrina                          |                |
| 2005 |                                            | The Amateurs (The Moguls)             | Helen Tatelbaum                  |                |
| 2006 | Visszatérések kora                         | Comeback Season                       | Deborah Pearce                   | Orosz Helga    |
| 2006 | Idegen név                                 | The Namesake                          | Lydia                            |                |
| 2006 |                                            | Raising Flagg                         | Anne Marie Purdy                 |                |
| 2008 | Kit Kittredge                              | Kit Kittredge: An American Girl       | Mrs. Howard                      |                |
| 2009 | Eladó a családom                           | The Joneses                           | Summer Symonds                   | Vándor Éva     |
| 2013 | Don Jon                                    | Don Jon                               | Angela                           | Vándor Éva     |
| 2015 | Kinek a pap...                             | Dial a Prayer                         | Mary                             | Incze Ildikó   |
| 2015 |                                            | Merry Xmas (rövidfilm)                | Sarah                            |                |
| 2016 |                                            | Strange Weather                       | Mary Lou Healy                   |                |
| 2017 | A kör                                      | The Circle                            | Bonnie Holland                   | Spilák Klára   |
| 2017 | Csak most kezdődik (posztumusz megjelenés) | Just Getting Started                  | Margarite                        | Frajt Edit     |
| 2018 |                                            | Making Babies (posztumusz megjelenés) | Bird                             |                |

### Televízió
| Év        | Magyar cím                                       | Eredeti cím                       | Szerep                 | Megjegyzések                                    |
| --------- | ------------------------------------------------ | --------------------------------- | ---------------------- | ----------------------------------------------- |
| 1989      | Texasi krónikák – Lonesome Dove                  | Lonesome Dove                     | Elmira Boot Johnson    | minisorozat (4 epizód)                          |
| 1993      |                                                  | Hotel Room                        | Darlene                | minisorozat (1 epizód)                          |
| 1993      | És a zenekar játszik tovább…                     | And the Band Played On            | Dr. Mary Guinan        | - tévéfilm - magyar hangja: - Farkasinszky Edit |
| 1995      | Frasier – A dumagép                              | Frasier                           | Gretchen (hangja)      | 1 epizód                                        |
| 1996      |                                                  | Bastard Out of Carolina           | Ruth néni              | tévéfilm                                        |
| 1996–1997 | Vészhelyzet                                      | ER                                | Dr. Abby Keaton        | visszatérő szereplő (9 epizód)                  |
| 1997      |                                                  | Pronto                            | Joyce Patton           | tévéfilm                                        |
| 1998      | Az én országom                                   | My Own Country                    | Vickie Talley          | tévéfilm                                        |
| 1998      |                                                  | Winchell                          | Dallas Wayne           | tévéfilm                                        |
| 1998      | Szünet                                           | Recess                            | Miss Salamone (hangja) | 1 epizód                                        |
| 1998–1999 |                                                  | Encore! Encore!                   | Francesca Pinoni       | főszereplő (12 epizód)                          |
| 2000      | Kisvárosi zenekar                                | The Sandy Bottom Orchestra        | Ingrid Green           | tévéfilm                                        |
| 2001      | A szökevény                                      | The Fugitive                      | Renee Charnquist       | 1 epizód                                        |
| 2001      | Női titkok                                       | A Girl Thing                      | Helen McCormack        | tévéfilm                                        |
| 2001      | Arany-tó                                         | On Golden Pond                    | Chelsea Thayer Wayne   | tévéfilm                                        |
| 2002      | Fecsegő tipegők                                  | Rugrats                           | Dr. Cathy (hangja)     | 1 epizód                                        |
| 2002      | Nemek csatája                                    | Women vs. Men                     | Brita                  | tévéfilm                                        |
| 2003–2006 | Monk – A flúgos nyomozó                          | Monk                              | Karen Stottlemeyer     | 4 epizód                                        |
| 2004      | Őrangyal                                         | The Guardian                      | Anne Joplin            | 1 epizód                                        |
| 2005      | Esküdt ellenségek: Különleges ügyosztály         | Law & Order: Special Victims Unit | Simone Bryce ügyész    | 1 epizód                                        |
| 2008      | A Grace klinika                                  | Grey's Anatomy                    | Elizabeth Archer       | 1 epizód                                        |
| 2008      | CSI: A helyszínelők                              | CSI: Crime Scene Investigation    | Viviana Conway         | 1 epizód                                        |
| 2012      | Psych – Dilis detektívek                         | Psych                             | Grace Larsen           | 1 epizód                                        |
| 2012      | Pound Puppies: Kutyakölyköt minden kiskölyöknek! | Pound Puppies                     | Miss Petunia (hangja)  | 1 epizód                                        |
| 2012      | Városfejlesztési osztály                         | Parks and Recreation              | Julia Wyatt            | 1 epizód                                        |
| 2013      | A liga                                           | The League                        | Gloria                 | 1 epizód                                        |
| 2016      | Aznap éjjel                                      | The Night Of                      | Alison Crowe           | 3 epizód                                        |
| 2017      | Future Man (posztumusz megjelenés)               | Future Man                        | Diane Futturman        | 5 epizód                                        |

## Fordítás
- Ez a szócikk részben vagy egészben  a   Glenne Headly című angol Wikipédia-szócikk fordításán alapul.  Az eredeti cikk szerkesztőit annak laptörténete sorolja fel. Ez a jelzés csupán a megfogalmazás eredetét és a szerzői jogokat jelzi, nem szolgál a cikkben szereplő információk forrásmegjelöléseként.